# Schrattenschanzen
Die Schrattenschanzen in Marbach besteht aus mehreren Skisprungschanzen. Zur Anlage gehören eine kleinere Schanze der Kategorie K 30 und eine mittlere Schanze der Kategorie K 48. Nur die K 48-Schanze ist mit Matten belegt.

## Geschichte
Die Schrattenschanzen mit Aufzugslift stehen seit 1989 und ist in der Schweiz das wichtige Trainingszentrum für den Nachwuchs der Skispringer und Nordischen Kombinierer. 2002 wurde die Initiative zum Ausbau zur Sommerschanze ergriffen; erst 2005 wurden die beiden Schanzen mit Matten belegt. 